# Sinojackia dolichocarpa
Sinojackia dolichocarpa là một loài thực vật có hoa trong họ Bồ đề. Loài này được C.J. Qi miêu tả khoa học đầu tiên năm 1981.